# Great Hale
Great Hale est une paroisse civile et un village du Lincolnshire, en Angleterre.